# Подпольная (приток Маныча)
Подпольная — река в России, протекает по Багаевском районе Ростовской области. Правый приток Маныча в 20 км от его устья. Длина реки — 63 км.
Высота устья — 2,8 м над уровнем моря.

## Описание
Исток — река Сусат. Впадает в Западный Маныч к юго-западу от посёлка Дачного, тем самым соединяя реки Сусат и Маныч.
Образует озеро возле хутора Карповка, имеет наибольшую ширину возле хутора Ажинов. Огибает хутор Ёлкин, ниже которого в Подпольную впадает ерик Минин. Возле хутора Федулов река образует большое озеро Подгорное.
На некоторых участках река загрязнена, но в ней водится рыба (карась, лещ, карп и сазан, сом, плотва, окунь и щука) и проводится рыбалка.

## Данные водного реестра
По данным государственного водного реестра России относится к Донскому бассейновому округу, водохозяйственный участок реки — Маныч. Речной бассейн реки — Дон (российская часть бассейна).